# De Duitse ideologie
De Duitse ideologie (Duits: Die deutsche Ideologie) is een verzameling manuscripten geschreven door Karl Marx en Friedrich Engels in april en mei 1846. Marx en Engels hadden moeite een uitgever te vinden voor hun werk. Het werk is daarom pas in 1932 voor de eerste keer gepubliceerd door David Riazanov van het Marx-Engels Instituut in Moskou.
Het meerdelige werk bestaat uit satirische en polemische geschriften die gericht zijn tegen Ludwig Feuerbach, Bruno Bauer, andere Jong-Hegelianen en Max Stirners De Enige en zijn Eigendom (1844). Deel I van De Duitse ideologie wekt de indruk te zijn geschreven als een uitgewerkte versie van Marx' eerdere "Stellingen over Feuerbach". Als zodanig is het werk een herformulering van de theorie van de geschiedenis die later bekend zou komen te staan als het "historisch materialisme".
Sinds het werk in de jaren 30 voor het eerst gepubliceerd werd heeft het werk veel licht geschenen op de rest van het werk van Marx en Engels omdat het wellicht de meest uitvoerige uiteenzetting van hun theorie van de geschiedenis is.

## Tekst
De tekst zelf werd door Marx en Engels geschreven in Brussel in 1845 en 1846, maar werd pas gepubliceerd in 1932. Het voorwoord en een aantal aanpassingen zijn geschreven door Marx; terwijl het grootste deel van het oorspronkelijke manuscript door Engels werd geschreven. Hoofdstuk V van deel II en sommige passages van hoofdstuk III van deel I zijn geschreven door Joseph Weydemeyer. De Duitse editie van het werk telt ongeveer 700 pagina's.

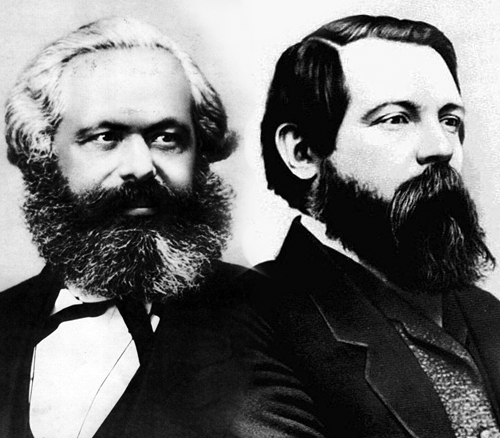
Karl Marx en Friedrich Engels

## Overzicht van de tekst
Marx en Engels betogen dat mensen zich van dieren onderscheiden vanaf het moment dat ze hun bestaansmiddelen beginnen te produceren. Individuen zijn het product van de manier waarop ze hun bestaansmiddelen maken en wat die bestaansmiddelen zijn. De aard van individuen hangt volgens Marx en Engels dus af van materiële omstandigheden die bepalend zijn voor hun productie.
Hoe ver de productieve krachten van een natie zijn ontwikkeld is af te lezen aan de mate waarin een natie het principe van arbeidsdeling heeft doorgevoerd. Daarnaast is er een direct verband tussen de maatschappelijke arbeidsverdeling en vormen van eigenaarschap.
De regerende klasse, die de materiële dimensie van de maatschappij beheert, is daarmee tegelijk de klasse die de intellectuele dimensie regeert. Zij reguleert de productie en verspreiding van ideeën van haar tijdperk. Terwijl de regerende klasse met de jaren verandert, veranderen de idealen die ze produceert en verspreid, het is de regerende klasse er daarom aan gelegen de maatschappij te doen geloven dat haar idealen een universeel karakter hebben. Dit systeem blijft voortbestaan zo lang een maatschappij georganiseerd is rond de behoefte aan een regerende klasse.
Om dit theoretisch denkraam te verduidelijken introduceren Marx en Engels het beeld van de onderbouw en bovenbouw. Historische ontwikkelingen, die deel uitmaken van de bovenbouw, zijn slechts de reflecties van veranderingen van de onderbouw, die bestaat uit de economische en materiële verhoudingen van een maatschappij. Wanneer er in die verhoudingen een wijziging plaatsvindt volgt de bovenbouw vanzelf. Hier leidt het werk van Marx en Engels tot een vorm van ideologiekritiek: ideeën en daarmee ideologieën zijn niet de oorzaak van historische veranderingen, maar het gevolg daarvan. Deze opvatting van ideologie stelt Marx en Engels in staat om opvattingen van het proletariaat die duidelijk tegen haar eigen belangen ingaan af te doen als vormen van vals bewustzijn, dat wil zeggen, als ideeën die afkomstig zijn van de regerende klasse.
Tijdens revoluties leiden veranderingen in de onderbouw tot uitbarstingen van de bovenbouw. De ideeën die tijdens een revolutie centraal staan zijn niets anders dan de reflectie van spanningen die al aanwezig waren in de minder zichtbare onderbouw.
De kern van De Duitse ideologie kan als volgt worden samengevat. Moraliteit, religie, metafysica en alle andere vormen van ideologie en hun bijbehorende vormen van bewustzijn verliezen elke vorm van onafhankelijkheid. Zij zijn slechts de afspiegeling van de manier waarop mensen hun bestaansmiddelen voortbrengen en verdelen en alleen door op de productie van hun bestaansmiddelen te focussen is het voor hen mogelijk hun ideeën en dagelijks leven te veranderen.